# Associativitet
Inden for matematikken har en operator den egenskab, at den er associativ, hvis dens operander kan stå i en vilkårlig rækkefølge i en formel hvor operatoren forekommer mere end en gang, og stadig give det samme resultat. Hvis resultatet afhænger af regnerækkefølgen, siges formlen at være ikke-associativ. Addition og multiplikation er to eksempler på associative operatorer, da:
{\displaystyle (1+2)+3=1+(2+3)}
{\displaystyle (1\cdot 2)\cdot 3=1\cdot (2\cdot 3)}
Subtraktion er ikke-associativ fordi {\displaystyle (1-2)-3=-4}, mens {\displaystyle 1-(2-3)=2} og {\displaystyle -4\neq 2}. Generelt kan man sige, at når placeringen af parenteserne ændrer på resultatet af beregningen, så har vi med en ikke-associativ operator at gøre.